# Dystopia (film)
Dystopia er en dansk kortfilm fra 2001 instrueret af Kasper Lorenz Johansen efter eget manuskript.

## Handling
I et underjordisk fængsel lever de mennesker, som har vovet at kritisere den herskende styreform på overfladen. Christian er opvokset i et fængsel, hvor det eneste, der er noget værd, er det, der kan købes eller sælges. Christian drømmer om livet på overfladen. En dag tager han afsted for at finde den verden, han aldrig har kendt til.